# Sturmgeschütz-Brigade 203
De Sturmgeschütz-Abteilung 203 / Sturmgeschütz-Brigade 203 /
Heeres-Sturmgeschütz-Brigade 203 was tijdens de Tweede Wereldoorlog een Duitse Sturmgeschütz-eenheid van de Wehrmacht ter grootte van een afdeling, uitgerust met gemechaniseerd geschut. Deze eenheid was een zogenaamde Heerestruppe, d.w.z. niet direct toegewezen aan een divisie, maar ressorterend onder een hoger commando, zoals een legerkorps of leger.
Deze Sturmgeschütz-eenheid kwam in actie aan het oostfront gedurende zijn hele bestaan, eerst in de centrale sector, dan lange tijd in het zuiden om weer te eindigen in het midden.

## Krijgsgeschiedenis

### Sturmartillerie-Abteilung 203
Sturmartillerie-Abteilung 203 werd opgericht Jüterbog op 3 februari 1941.
Op 7 februari 1941 al werd de Abteilung omgedoopt in Sturmgeschütz-Abteilung 203. 

### Sturmgeschütz-Abteilung 203
Medio maart 1941 verplaatste de Abteilung zich naar Polen. Voor de inval in de Sovjet-Unie werd de Abteilung gekoppeld aan het 7e Legerkorps, initieel aan de 17e Infanteriedivisie. De Abteilung nam actief deel aan de omsingelingsslag om Białystok en daarna de opmars naar Smolensk en Roslavl. Van 7 september tot 1 oktober 1941 was de Abteilung in een rustgebied. Opnieuw met het 4e Leger nam de Abteilung deel aan de opmars naar Moskou. Via Vjazma, Mozhaisk en Ruza ging het tot voor de poorten van Moskou, maar daarna moest de terugtocht ingezet worden in december 1941. Medio december werden uit brandstofgebrek de laatste Sturmgeschützen opgeblazen. Daarna trok de Abteilung zich terug naar Borodino en weer naar Ruza. De eerste maanden van 1942 was de Abteilung bij het 9e Legerkorps in actie in de omgeving van Gzhatsk.
Van april tot eind juni 1942 was de Abteilung voor rust en nieuw materieel inname gestationeerd in Kostritsa bij Borisov, waarna de Abteilung overgeplaatst werd naar het 3e Pantserkorps voor Fall Blau. Met dit korps en als onderdeel van het 1e Pantserleger trok de Abteilung via Rostov (1 augustus) naar de Kaukasus. Tegen oktober 1942 nam de Abteilung deel aan de gevechten bij Naltsjik. De Abteilung bleef in de Kaukasus tot medio december 1942. Daarna werd Abteilung per spoor naar de Aksay river gebracht en aan de 17e Pantserdivisie, 57e Pantserkorps, 4e Pantserleger gekoppeld en hiermee trok de Abteilung terug richting Rostov. Daar werd medio februari de Don overgestoken. In maart 1943 werd de Abteilung toegewezen aan de 15e Infanteriedivisie en leverde zware gevechten rond Husarivka langs de Donets, hetgeen ook stevige verliezen opleverde. De Abteilung bleef in dit gebied en tot medio juli 1943, toen de Sovjets aanvielen en samen met de 15e Infanteriedivisie verdedigende acties werden uitgevoerd.
Op 31 juli 1943 werd de 2e Batterij naar Oefenterrein Altengrabow verplaatst, om daar het kader te vormen van de nieuw op te richten Sturmgeschütz-Abteilung 278. Daarna volgde de terugtocht naar de Dnjepr. Begin januari 1944 bevond de Abteilung zich bij het 52e Legerkorps ten noordwesten van Kirovograd.
Op 14 februari 1944 werd de Abteilung in omgedoopt in Sturmgeschütz-Brigade 203.

### Sturmgeschütz-Brigade 203
De omdoping in Sturmgeschütz-Brigade betekende echter geen organisatorische verandering, de samenstelling bleef gelijk. Daarna is er weinig bekend over de brigade.
Op 10 juni 1944 werd de brigade omgedoopt in Heeres-Sturmgeschütz-Brigade 203.

### Heeres-Sturmgeschütz-Brigade 203
In september 1944 was de brigade ergens bij Heeresgruppe Mitte en begin oktober bevond de brigade zich bij het 26e Legerkorps ten noordoosten van Gumbinnen. Begin december 1944 was de brigade nog steeds bij dit korps. In 1945 werd de brigade nog bij het 1e Pantserleger in Silezië gerapporteerd.

### Einde
Onbekend.

## Samenstelling
- Staf
- 1e Batterij
- 2e Batterij
- 3e Batterij

## Commandanten
| Rang                                         | Naam                   | Begin            | Eind                |
| -------------------------------------------- | ---------------------- | ---------------- | ------------------- |
| Major                                        | Krokosius              | 3 februari 1941  | 9 januari 1942      |
| Oberleutnant Hauptmann vanaf 1 februari 1942 | Gerhard Wilhelm Behnke | 9 januari 1942   | 1942                |
| Major                                        | Ködel                  | april 1942       | 1942                |
| Hauptmann                                    | Gerhard Wilhelm Behnke | 14 augustus 1942 | 1943                |
| Major                                        | Ködel                  | 28 januari 1943  | 23 februari 1943    |
| Oberleutnant                                 | Feuerstein             | 23 februari 1943 | 15 maart 1943       |
| Hauptmann                                    | Gerhard Wilhelm Behnke | 15 maart 1943    | 24 maart 1943       |
| Oberleutnant                                 | Feuerstein             | 24 maart 1943    | 1 oktober 1943      |
| Hauptmann                                    | Hans Eberhard Handrik  | 1 oktober 1943   | na 14 februari 1944 |

Hauptmann Behnke was telkens tijdelijk commandant. De laatste keer raakte hij bij gevechten rond Husarivka zwaar gewond.  Major Ködel kwam door een ongeval om het leven. Oberleutnant Feuerstein trad twee keer op als vervanger.